# Central venkateter

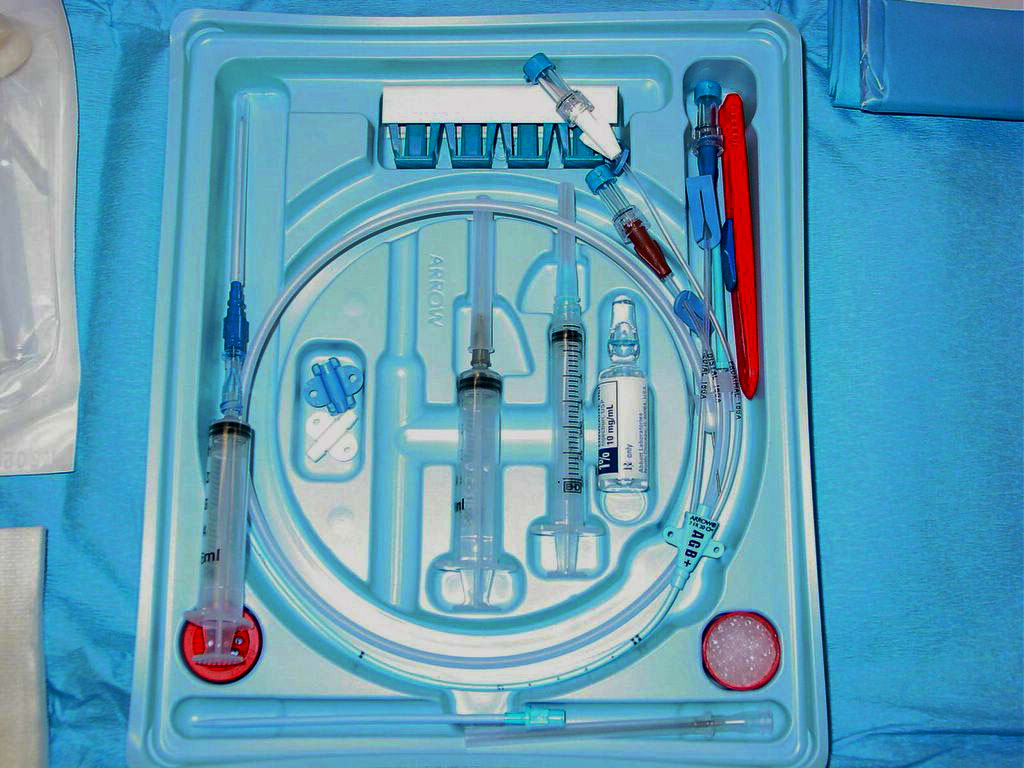
Central venkateter tillsammans med utrustning för inläggning av densamma.

Central venkateter eller CVK är en plastkateter som läggs in i en central ven i syfte att bland annat tillföra infusioner och läkemedel. Med 'central ven' avses vanligen övre hålvenen, vena cava superior, men även den nedre hålvenen och höger förmak anses tillhöra det centrala vensystemet.  Vanliga punktionsställen är vena jugularis externa (yttre halsvenen), vena jugularis interna (inre halsvenen), vena subclavia (nyckelbensvenen) och vena basilica (kungsvenen, finns i överarmen). För att katetern skall nå in till det centrala vensystemet behöver den vara relativt lång, från 15 cm och uppåt. För kortare perioder används perifer venkateter, PVK.
Inläggning av CVK är ett operativt ingrepp som utförs under sterila förhållanden och lokalbedövning.
Fördelar med CVK är bland annat att den kan användas under en längre tid än en PVK, att man kan använda den för provtagning, samt att alla typer av läkemedel kan ges via den. Dessutom kan man inom intensivvården mäta det centrala ventrycket (CVP) vilket är ett mått på patientens vätskevolym i kärlsystemet, det vill säga om patienten har en hypo- eller hypervolemi.
Nackdelarna är framförallt en något ökad frekvens av komplikationer relaterat till inläggningen av katetern, samt att man inte kan uppnå lika stora infusionshastigheter som via kortare (och oftast grövre) perifera venkatetrar.